# Jastrebac
Jastrebac (serb. Јастребац) ist ein Gebirgszug westlich der Stadt Niš und etwa 20 Kilometer südöstlich der Ortschaft Kruševac in Serbien. Der Hauptkamm des Jastrebac erstreckt sich in west-östlicher Richtung. Das Gebirge besteht aus dem Großen Jastrebac (Veliki Jastrebac) im Westen und dem Kleinen Jastrebac (Mali Jastrebac) im Osten. Das Gebirge ist größtenteils bewaldet.
Die höchsten Gipfel der Berggruppe sind Velika Đulica mit 1.492 Metern, Pogled mit 1.481 Metern, Zmajevac mit 1.313 Metern und Bela Stena mit 1.257 Metern.
Der höchste Punkt des Kleinen Jastrebac ist der Kupinjak mit einer Höhe von 946 Metern.
Auf 480 Meter Höhe befindet sich ein kleiner künstlich gestauter See, an dem mehrere Hotels liegen. Ein weiterer Stausee liegt auf der Südseite des Gebirgszugs oberhalb von Prokuplje.
An der Nordostseite des Jastrebac liegt das Thermalbad Ribarska Banja (43° 25′ 32″ N, 21° 30′ 25″ O).

## Geologie
Der Große Jastrebac ist im Wesentlichen aus zwei Schichten aufgebaut, die vertikal in einer der Chronologie widersprechenden Folge zu finden sind, das heißt, die jüngere Schicht liegt unten. Diese besteht aus kaum oder nur mittel metamorph überprägtem Gestein, das während der Oberkreide und dem Kreide-Paläogen-Übergang abgelagert wurde. Eingelagert darin findet sich Granit, möglicherweise der Vardar-Zone. Darüber befindet sich eine mächtige Überschiebung, die aus metamorphem Gestein der serbisch-makedonischen Masse besteht.